# キャロットタワー
キャロットタワー (Carrot Tower)は、東京都世田谷区太子堂にある商業・ホール・オフィスからなる複合ビル。三軒茶屋駅周辺の再開発事業により1996年に完成した。東急世田谷線に直結、東急田園都市線三軒茶屋駅にも地下通路で接続されている。周囲に中低層の建物が多い中、レンガ調外壁の一際目立つ建築物で、周辺のランドマークにもなっている。

## 概要
三軒茶屋は、江戸時代に大山への参拝に行く途中、この地に三軒の茶屋があったことに地名が由来し、街道の分岐点として繁栄した。時代が下り、関東大震災後には下町から人々が移り住み、太平洋戦争後の都市化の中で町並みが形成されていった。
山の手のイメージが強い世田谷にあっては、雑多なエネルギーにあふれた街へと発展したが、周辺は狭い道路や木造住宅が密集し防災面での問題が指摘され、人口の急増に都市機能が追いつかず、生活拠点としての施設作りが望まれるに至った。このため、世田谷区は地権者と東京急行電鉄（現・東急）などと共同で「三軒茶屋・太子堂四丁目地区市街地再開発組合」を設立。周辺道路の拡幅と地下道路の整備ならびに土地の高度利用を図り、地域発展の核施設を目的にこの開発事業が計画された。
施設は地下5階、地上27階建て（利用階は26階まで）の高層棟、劇場が入る中層棟、世田谷線三軒茶屋駅と小劇場がある低層棟からなり、世田谷線旧駅を含む一画は、広場として新たに整備された地下道である「三茶パティオ」により、田園都市線（キャロットタワー開業時は新玉川線）三軒茶屋駅と連絡することになった。高層棟と中層棟の間には、ガラス屋根で覆われた5層吹き抜けの高さを有する全天候型のアトリウムを設け、敷地に展開する各施設の回遊動線の中心的役割を担わせた。
外観デザインは、いまだにフロンティアである世田谷の空に立つ再開発の記念碑として、建物外部の床からアトリウムの壁面さらには外壁へとレンガの鮮烈な赤色を形を変えて展開した。
名称は公募され、1488通の中から「発想が豊かで新鮮。ビタミンたっぷりで元気の出る名前は将来の発展にふさわしい」との理由で区内の中学1年生の作品が選ばれ「キャロットタワー」と決まった。
毎年10月には、キャロットタワーの施設を利用した「三茶de大道芸」と称するイベントが行われており、多数の人々で賑わう。

## 施設
高層棟および中層棟の地下1階から地上2階には三軒茶屋とうきゅうが核テナントとして入るが、2017年11月、地下1階の東急ストアは売り場の改装やセミセルフレジを導入して先行リニューアル。翌年5月には1階も生活雑貨店などが集められ、キャロットストリートサンチャとしてリニューアルオープンした。2階ではTSUTAYA三軒茶屋店、カラダファクトリー三軒茶屋キャロットタワー店が営業。2023年にはTSUTAYAが縮小、ユニクロ三軒茶屋店がオープンし、ユニクロが長らく無かった三軒茶屋に登場した。

### 高層棟
1階に銀行支店、2階に住民票の写し等の発行を行う世田谷区役所窓口、3階～5階に世田谷文化情報センター 生活工房、6階～25階にオフィスフロア、最上階となる26階に展望レストラン「オークラレストランスカイキャロット」（2017年、ホテルオークラエンタープライズが指定管理者に選定）、エフエム世田谷サテライトスタジオのほか、展望スペースが配されている。
東急セキュリティ、東急ビルメンテナンス、寛斎スーパースタジオなどが本社を置く。

### 中層棟
上層部に（公財）せたがや文化財団が運営する「世田谷パブリックシアター」がある。舞台はプロセニアム形式とオープン形式の使い分けが可能で、演劇表現の可能性を広げようとした。舞台・舞踊・音楽などの上演ができるほか、それに併せて客席勾配の変更も可能。ホワイエ（入口から観客室に至る廊下）にも特徴がある。客席は3階層600席。

### 低層棟
世田谷線三軒茶屋駅とその隣に文化財団が運営する小劇場の「シアタートラム」がある。